# Tateomys rhinogradoides
Tateomys rhinogradoides — один з пацюків (Rattini), ендемік Сулавесі (Індонезія).

## Середовище проживання
Цей вид відомий лише з гори Латімоджонг (типова місцевість), а також гори Токала та гори Нокілалакі, що знаходяться в східному центрі Сулавесі (Індонезія) на висоті 2200 м. Зовсім нещодавно ареал був розширений завдяки записам про 16 екземплярів на горі Гандангеват на висоті від 2200 до 2600 м. В іншому дослідженні, інтенсивне дослідження національного парку Лоре Лінду не вдалося знайти вид. Цей наземний червоїд населяє гірські ліси.

## Загрози й охорона
Для цього виду немає серйозних загроз, оскільки втрата лісу через зміну сільського господарства менш серйозна на таких високих висотах. Національний парк Лоре Лінду втратив 11,8% свого лісу між 2000 і 2010 роками, за прогнозами, приблизно 40% парку буде вирубано до 2050 року, навіть якщо рівень вирубки буде скорочено вдвічі